# Victoria Abril
Victoria Abril, pseudonimo di Victoria Mérida Rojas (Malaga, 4 luglio 1959), è un'attrice e cantante spagnola.

## Biografia
Victoria Abril ha debuttato nel cinema, appena tredicenne, con una parte nella commedia Obsesión del regista Francisco Lara Polop. Nel 1976 ha partecipato al popolare programma della Televisión Española Un, dos, tres... responda otra vez come valletta. Dopo il suo esordio cinematografico seguiranno altre interpretazioni alternate ad apparizioni in programmi TV. La svolta della sua carriera è arrivata quando ha iniziato a lavorare per il regista Vicente Aranda, che ha saputo valorizzarne le doti recitative in film apprezzati come Cambio sesso, Assassinio al comitato centrale (film basato sull'omonimo romanzo di Manuel Vázquez Montalbán) e Amantes - Amanti.
Nel corso della carriera Victoria Abril ha recitato per i più importanti registi spagnoli e francesi, fra i quali vanno ricordati Pedro Almodóvar (La legge del desiderio, Légami!, Tacchi a spillo, Kika), Gérard Jugnot, Manuel Gutiérrez Aragón e Carlos Saura. Ha inoltre partecipato anche ad alcune produzioni hollywoodiane, riscuotendo però scarso successo di critica. Affascinata dalla danza, è anche cantante, con due album finora pubblicati.

## Vita privata
Ha due figli. Vive a Parigi dal 1982. Parla spagnolo, portoghese, francese ed italiano.

## Filmografia

Victoria Abril nel 1986 in Max amore mio

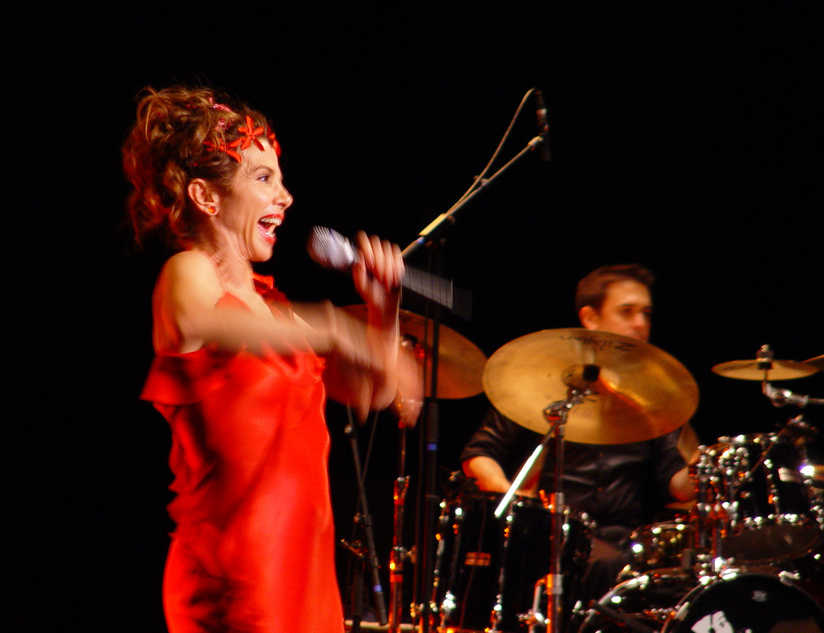
Victoria Abril cantante, nel 2006

- Obsesión, regia di Francisco Lara Polop (1974)
- Robin e Marian (Robin and Marian), regia di Richard Lester (1976)
- Storia di arcieri, pugni e occhi neri, regia di Tonino Ricci (1976)
- El hombre que supo amar, regia di Miguel Picazo (1976)
- Caperucita y roja, regia di Aitor Goirocelaya e Luis Revenga (1976)
- El puente, regia di Juan Antonio Bardem (1976)
- Cambio di sesso (Cambio de sexo), regia di Vicente Aranda (1976)
- Doña Perfecta, regia di César Ardavin (1977)
- Esposa y amante, regia di Angelino Fons (1977)
- La muchacha de las bragas de oro, regia di Vicente Aranda e Raúl Gómez (1980)
- Mater Amatísima, regia di José Antonio Salgot (1980)
- Le cœur à l'envers, regia di Franck Apprederis (1980)
- Mieux vaut être riche et bien portant que fauché et mal foutu, regia di Max Pécas (1980)
- Comin' at Ya!, regia di Ferdinando Baldi (1981)
- La batalla del porro, regia di Joan Minguell (1981)
- La guerrigliera (La guérilléra), regia di Pierre Kast e Antonio Tarruella (1981)
- La casa del paraíso, regia di Santiago San Miguel (1982)
- Asesinato en el Comité Central, regia di Vicente Aranda (1982)
- L'alveare (La colmena), regia di Mario Camus (1982)
- Entre paréntesis, regia di Simo Fabregas e Gustavo Montiel Pagés (1982)
- Sem sombra de pecado, regia di José Fonseca e Costa (1982)
- J'ai épousé une ombre, regia di Robin Davis (1982)
- Lo specchio del desiderio (La lune dans le caniveau), regia di Jean-Jacques Beineix (1983)
- Le Bâtard, regia di Bertrand Van Effenterre (1983)
- Las bicicletas son para el verano, regia di Jaime Chávarri (1983)
- Le voyage, regia di Michel Andrieu (1983)
- Conto finale (L'addition), regia di Denis Amar (1983)
- La noche más hermosa, regia di Manuel Gutiérrez Aragón (1984)
- Oltre il confine (On the Line), regia di José Luis Borau (1984)
- After Darkness, regia di Sergio Guerraz e Dominique Othenin-Girard (1984)
- Rouge-Gorge, regia di Pierre Zucca (1984)
- Scandalo borghese (Padre nuestro), regia di Francisco Regueiro (1985)
- L'ora stregona, regia di Jaime de Armiñán (1985)
- Max amore mio, regia di Nagisa Ōshima (1986)
- Ternosecco, regia di Giancarlo Giannini (1986)
- Il tempo del silenzio (Tiempo de silencio), regia di Vicente Aranda (1986)
- El lute, o cammina o schiatta (El Lute camina o revienta), regia di Vicente Aranda (1987)
- Barrios altos, regia di José Luis Berlanga (1987)
- La legge del desiderio (La ley del deseo), regia di Pedro Almodóvar (1987)
- El juego más divertido, regia di Emilio Martínez Lázaro (1987)
- El placer de matar, regia di Félix Rotaeta (1987)
- Intrighi e piaceri a Baton Rouge (Bâton Rouge), regia di Rafael Moleón (1988)
- Ada dans la jungle, regia di Gérard Zingg (1988)
- Sans peur et sans reproche, regia di Gérard Jugnot (1988)
- Légami! (¡Átame!), regia di Pedro Almodóvar (1989)
- Se ti dico che sono caduto (Si te dicen que caí), regia di Vicente Aranda (1989)
- Sandino, regia di Miguel Littín (1990)
- A solas contigo, regia di Eduardo Campoy (1990)
- Amantes - Amanti (Amantes), regia di Vicente Aranda (1991)
- Formidabili amici... (Une époque formidable), regia di Gérard Jugnot (1991)
- Tacchi a spillo (Tacones lejanos), regia di Pedro Almodóvar (1991)
- Demasiado corazón, regia di Eduardo Campoy (1992)
- Intruso, regia di Vicente Aranda (1993)
- Kika - Un corpo in prestito (Kika), regia di Pedro Almodóvar (1993)
- Jimmy Hollywood, regia di Barry Levinson (1994)
- Casque bleu, regia di Gérard Jugnot (1994)
- Peccato che sia femmina (Gazon maudit), regia di Josiane Balasko (1994)
- Nessuno parlerà di noi (Nadie hablará de nosostras cuando hayamos muerto), regia di Agustín Díaz Yanes (1995)
- Libertarias, regia di Vicente Aranda (1996)
- La femme du cosmonaute, regia di Jacques Monnet (1998)
- Tra le gambe (Entre las piernas), regia di Manuel Gómez Pereira (1999)
- Mon père, ma mère, mes frères et mes sœurs, regia di Charlotte de Turckheim (1999)
- 101 Reykjavík, regia di Baltasar Kormákur (2000)
- Mari del sud, regia di Marcello Cesena (2001)
- Nessuna notizia da Dio (Sin noticias de Dios), regia di Agustín Díaz Yanes (2001)
- Et après?, regia di Mohamed Ismail (2002)
- Kaéna La Prophétie, regia di Chris Delaporte e Pascal Pinon (2003)
- El séptimo día, regia di Carlos Saura (2004)
- Cause toujours!, regia di Jeanne Labrune (2004)
- Incautos, regia di Miguel Bardem (2004)
- Escuela de seducción, regia di Javier Balaguer (2004)
- Les gens honnêtes vivent en France, regia di Bob Decout e Thierry Forte (2005)
- Carne de neón, regia di Paco Cabezas (2005)
- Tirante el Blanco, regia di Vicente Aranda (2006)
- Les Aristos, regia di Charlotte de Turckheim (2006)
- El camino de los ingleses, regia di Antonio Banderas (2006)
- 48 heures par jour, regia di Catherine Castel (2008)
- Óscar. Una pasión surrealista, regia di Lucas Fernández (2008)
- Mai stata meglio (Mejor que nunca), regia di Dolorès Payas (2008)
- Leur morale... et la nôtre, regia di Florence Quentin (2008)
- Sólo quiero caminar, regia di Agustín Díaz Yanes (2008)
- Musée haut, musée bas, regia di Jean-Michel Ribes (2008)
- Senza identità, regia di Joan Noguera (2014)

## Doppiatrici italiane
- Emanuela Rossi in Incontri e piaceri a Baton Rouge, Tacchi a spillo, Jimmy Hollywood
- Anna Cesareni in Légami!, Nessuno parlerà di noi
- Roberta Pellini in Senza identità
- Margherita Sestito in Amantes - Amanti
- Alessandra Cassioli in Kika - Un corpo in prestito
- Rosalba Caramoni in Max amore mio

## Discografia
- 2005 – Putcheros do Brasil
- 2007 – Olala

## Riconoscimenti
| Premio Goya | Premio Goya                      | Premio Goya                       | Premio Goya     |
| Anno        | Titolo                           | Categoria                         | Risultato       |
| ----------- | -------------------------------- | --------------------------------- | --------------- |
| 1987        | Il tempo del silenzio            | Migliore attrice protagonista     | Candidato/a     |
| 1988        | El lute, o cammina o schiatta    | Migliore attrice protagonista     | Candidato/a     |
| 1989        | Intrighi e piaceri a Baton Rouge | Migliore attrice protagonista     | Candidato/a     |
| 1990        | Se ti dico che sono caduto       | Migliore attrice protagonista     | Candidato/a     |
| 1991        | Légami!                          | Migliore attrice protagonista     | Candidato/a     |
| 1992        | Amantes - Amanti                 | Migliore attrice protagonista     | Candidato/a     |
| 1996        | Nessuno parlerà di noi           | Migliore attrice protagonista     | Vincitore/trice |
| 2002        | Nessuna notizia da Dio           | Migliore attrice protagonista     | Candidato/a     |
| 2005        | El séptimo día                   | Migliore attrice non protagonista | Candidato/a     |

| Festival internazionale del cinema di Berlino | Festival internazionale del cinema di Berlino | Festival internazionale del cinema di Berlino | Festival internazionale del cinema di Berlino |
| Anno                                          | Titolo                                        | Categoria                                     | Risultato                                     |
| --------------------------------------------- | --------------------------------------------- | --------------------------------------------- | --------------------------------------------- |
| 1991                                          | Amantes - Amanti                              | Orso d'argento per la migliore attrice        | Vincitore/trice                               |

| Festival di San Sebastián | Festival di San Sebastián     | Festival di San Sebastián             | Festival di San Sebastián |
| Anno                      | Titolo                        | Categoria                             | Risultato                 |
| ------------------------- | ----------------------------- | ------------------------------------- | ------------------------- |
| 1987                      | El lute, o cammina o schiatta | Concha de Plata alla migliore attrice | Vincitore/trice           |
| 1995                      | Nessuno parlerà di noi        | Concha de Plata alla migliore attrice | Vincitore/trice           |